# Birányi István
Birányi István, Schultz István (Selmecbánya, 1815 körül – Rio de Janeiro, 1856. december 7.) író, nyelvtanító, Birányi Ákos testvére.

## Élete
Atyja királyi hivatalnok volt. Jogi végzettséget szerzett, 1848-ban hadbíróként tevékenykedett. A Pesti Divatlapba úti rajzokat (1847.) és politikai villánykákat (1848.) írt. A szabadságharc bukása után Dél-Amerikába menekült.

## Munkái
- Magyar nyelvtan főbb nyelvszabályainak rövid foglalatja. (Pest, 1845.)
- Történeti zsebkönyv, vagy a világ és műveltség történetének időszaki átnézete. (Pest, 1845.)

### Birányi Ákossal együtt írt művei
- Világtörténeti elbeszélések (Pest, 1846)
- A természetet magyarázó atya (Pest, 1846)
- Nogel István utazása Keleten (Pest, 1847)